# Daniel Ott (Komponist)
Daniel Ott (* 6. September 1960 in Grub, Kanton Appenzell Ausserrhoden) ist ein Schweizer Komponist.

## Wirken
1980 legte Daniel Ott sein Klavierdiplom ab. Anschliessend war er als Lehrer in den Regionen Basel und Graubünden tätig und arbeitete in freien Theatergruppen. Von 1983 bis 1985 studierte er Theater in Paris und London. Von 1985 bis 1990 studierte er Komposition bei Nicolaus A. Huber an der Folkwang-Hochschule in Essen und bei Klaus Huber an der Hochschule für Musik Freiburg. Seit 1990 ist Daniel Ott freischaffend als Komponist, Pianist und Darsteller tätig mit dem Arbeitsschwerpunkt Neues Musiktheater sowie interdisziplinäre und raum- und landschaftsbezogene Arbeiten.
1999/2000 entstand der abendfüllende Musiktheaterzyklus ojota I–IV. 2000 schrieb er klangkörperklang – Musik zum Schweizer Pavillon auf der Expo 2000 in Hannover von Peter Zumthor. Es folgten Landschaftskompositionen für den Hafen Sassnitz/Rügen (2002), den Wallfahrtsort Heiligkreuz/Entlebuch (2003), die Neisse zwischen Görlitz und Zgorzelec (2005) und den Rheinhafen Basel (2006).
Von 1995 bis 2004 hatte Daniel Ott einen Lehrauftrag für Experimentelle Musik an der Universität der Künste Berlin, wo er 2003 die Sommerakademie KlangKunstBühne ins Leben rief.  Seit 2005 ist er Professor für Komposition und experimentelles Musiktheater an der Universität der Künste Berlin. Er gründete 1990 das Festival für neue Musik in Rümlingen und ist Mitglied des Vorstands. 2016 übernahm er die künstlerische Leitung der Münchener Biennale gemeinsam mit dem Komponisten Manos Tsangaris (Nachfolge Peter Ruzicka).

## Publikationen

### Videos
- Phantom Synchron. Offizielle Dokumentation der Uraufführung beim Kunstfest Weimar 2015.[4]
- querströmung – querformat. Dokumentation der Uraufführung bei den Wittener Tagen für neue Kammermusik 2011. Von Reinhard Manz. Point de vue DOC.
- hafenbecken I + II – umschlagplatz klang. Dokumentation der Uraufführung im Hafen Basel 2007 mit der sinfonietta basel. Von Reinhard Manz. Point de vue DOC.
- 1/2. Gemeinsam mit Reinhard Manz. Point de vue DOC.
- ojota III. Dokumentation der Uraufführung bei den Donaueschinger Musiktagen. Von Reinhard Manz. Point de vue DOC.
- Klangkörperklang. Der Schweizer Pavillon auf der Expo 2000 in Hannover. Dokumentarfilm von Bruno Moll. T&C Film AG.
- Hacienda des teatro. Das Teatro de los Andes und die Ilias nach Homer. Ein Dokumentarfilm von Reinhard Manz, Matthias Rebstock und Daniel Ott.

### CDs
- Blick Richtung Süden. Konzertmitschnitt, CD-Dokumentation, 2009 bei den Wittener Tage für neue Kammermusik.
- klangkörperklang. Die Musik im Klangkörper Schweiz von Peter Zumthor auf der EXPO 2000 in Hannover.
- ///// + 23/1. soundinX. Zeitkratzer. zkr 9972.
- jammermusik. sonX. Zeitkratzer. zkr 9901.
- zampugn. Jecklin JS 304-2.
- jammermusik. da capo records. Bremen (LC 4937).

### Buchbeiträge
- Ein gesamtkunstwerk-ähnliches Live-Erlebnis. Zur Musik von Daniel Ott für den Klangkörper Schweiz. von Thomas Gartmann. In: Antonio Baldessarre (Hrsg.): Musik.Raum.Akkord.Bild. Festschrift zum 65. Geburtstag von Dorothea Baumann. Bern: Lang, 2012, S. 473–498
- Composing with Raw Materials: Daniel Ott’s Music-theatre Portraits and Landscapes. von Christa Brüstle. In: Rebstock / Roesner (Hrsg.): Composed Theatre. Aesthetics, Practices, Processes. UK, 2012. ISBN 978-1-84150-456-8
- Vom Hafenbecken auf die Schafmatt. Daniel Ott:Ein Portrait. von Thomas Meyer. In: dissonance Nr. 113, März 2011
- Sound Studies. Traditionen – Methoden – Desiderate. Eine Einführung. Mit Beiträgen von Sam Auinger, Roger Behrens, Diedrich Diederichsen, Florian Dombois, Wolfgang Ernst, Golo Föllmer, Thomas Hermann, Daniel Ott, Holger Schulze, Martin Supper, Elena Ungeheuer, Carl-Frank Westermann u. v. a. m. Hrsg. von Holger Schulze Bielefeld 2008, 316 S. transcript Verlag. ISBN 978-3-89942-894-0
- Geballte Gegenwart. Experiment Neue Musik Rümlingen Hrsg. von Daniel Ott, Lukas Ott, Lydia Jeschke 232 Seiten, zahlreiche Farbabbildungen, gebunden mit 140 Minuten Musik auf zwei CDs. Christoph Merian-Verlag 2005. ISBN 978-3-85616-257-3
- Klangkörperbuch Lexikon zum Pavillon der schweizerischen Eidgenossenschaft an der EXPO 2000 in Hannover Peter Zumthor mit Plinio Bachmann, Karoline Gruber, Ida Gut, Daniel Ott, Max Rigendinger. Hrsg. von Roderick Hönig. Basel; Boston; Berlin: Birkhäuser, 2000. ISBN 3-7643-6324-X
- Klangkunst – Musiktheater. Musik im Dialog II, ojota – Schuhe, Schritte, Wege. Ein Gespräch zwischen Daniel Ott und Matthias Rebstock, Jahrbuch der Berliner Gesellschaft für Musik 1999, Hrsg. von S. Sanio, B. Wackernagel, J. Ravenna. Pfau Verlag. ISBN 3-89727-107-9
- Das Musiktheater – Exempel der Kunst Hrsg. Otto Kolleritsch. Beitrag von Daniel Ott: Voraussetzungen für ein neues Musiktheater-Gesamtkunstwerk. Studien zur Wertungsforschung, Band 38.  Universal-Edition 26838. ISBN 3-7024-0263-2.
- Hörgeschichten: neue musik ganz schön vielseitig. Europäischer Musikmonat 2001. Hrsg. Europäischer Musikmonat. Beitrag von Daniel Ott: Gedankensplitter zu Klangserve. Opinio Verlag AG, Basel. ISBN 3-03999-014-4.

## Werke (Auswahl)
2021
- Donau/Rauschen Transit & Echo – Landschaftskomposition für 6 Kapellen, Blasinstrumente, Akkordeon, E-Gitarren, Schlagzeug und Zuspielungen, UA 2021, Donaueschinger Musiktage. Dauer des Stückes: 60 Minuten

2017
- Mittelland ist abgebrannt – Landschaftskomposition für Tenorsaxophon, 9 Trompeten, 2 Posaunen und 10 Schlagzeuger, 7 Blaskapellen, 2 Schiffe und Zuspielungen, UA 2017, Mittellandkanal. Dauer des Stückes: 50 Minuten
- STADTHAUS I-III – Komposition für Orchester und Solisten sowie Zuspielungen in drei Teilen, UA 2017, Winterthur. Dauer des Stückes: 135 Minuten
- Ausflug ins Gebirge - Landschaftskomposition für Bassklarinette, Horn, Trompete, Posaune, Tuba, Viola, Violoncello, Kontrabass, 2 Schlagzeuger, 8-stimmiger Gemischter Chor (2S – 2A – 2T – 2B) sowie 3 Gabelstapelfahrer; UA 2017, Zürich. Dauer des Stückes: 90 Minuten

2016
- Sampuogn-Schlag 9 – Landschaftskomposition für 5 Schlagwerke, 10 Glocken, 10 Chorsänger, 10 Treichler und Zuspielungen, UA 2016, Rümlingen. Dauer des Stückes: 30 Minuten
- Le Rocher du Bock – Landschaftskomposition für Schlagzeug, Bassklarinette, Alt-, Tenor- und Baritonsaxophone, Trompete und Posaune sowie Blasorchester, UA 2016, Luxemburg. Dauer des Stückes: 35 Minuten

2015
- Phantom Synchron – Instrumentalkomposition in mehreren Teilen, UA  2015, verschiedene Orte in Weimar. Dauer des Stückes: 303 Minuten
- Stadt.Land.Tram – Landschaftskomposition für eine Grenze – für Schlagzeug, Kammerchor, Bläser, Trompeter, Hunde, Darsteller, Kirchenglocken, Trambahn und Zuspielung in drei Teilen, UA 2015, Basel. Dauer des Stückes: 120 Minuten

2014
- 6/7 – gare du sud für Saxophon, Violoncello und E-Gitarre, UA 2014, Basel. Dauer des Stückes: 15 Minuten
- 1/6 – Wasserturm - I-III für Woodblocks und Blechinstrumente, UA 2014, Berlin. Dauer des Stückes: 50 Minuten

2013
- Isolde ein Stück von Richard Maxwell – Musik von Daniel Ott, UA 2013, Theater Basel. Dauer des Stücks: 120 Minuten
- 9/5 Raumkomposition für Akkordeon, E-Gitarre, Schlagzeug, 4 Stimmen, 4 Paetzold-Flöten und 4 Streicher, UA: 2013, Luzern. Dauer des Stücks: 15 Minuten

2012
- 16/6 Musikalische Aktion für große Fontäne, vier Schlagzeuger und Lautsprechersystem, UA: 2012, Hannover. Dauer des Stücks: 180 Minuten
- 30/1 KlangRaumInstallation für die Sophiensäle, ein Schlagzeug, ein Englischhorn und eine Bassflöte, UA: 2012, Berlin. Dauer des Stücks: 180 Minuten
- querströmung 2 für Schlagzeug und Tonband, UA: 2011, Basel. Dauer des Stücks: 30 Minuten

2011
- querformat Raumkomposition für 1 Klarinette, 1 Saxophon, 1 Tonband. UA: 2011 Witten. Dauer des Stücks: 12 Minuten
- querströmung Klangaktion für 5 Schlagwerke, 2 E-Gitarren, 1 Tonband, 1 Elektronik und Computer,  UA: 2011 Witten. Dauer des Stücks: 30 Minuten

2010
- StadtRundKlang Kollektivkomposition für 3 Violinen, 4 Violen, 6 Schlagwerke, 2 Saxophone, 3 Trompeten, 1 Posaune, 1 Tuba, 20 Live-Elektronik, 1 Streicherensemble, 1 Gitarrenensemble, 1 Akkordeonensemble, 1 Perkussionensemble, 20 Effektgeräte, 1 Blockflötenensemble, 3 E-Gitarren, 1 Chor, 10 Bongos, 1 Bandoneon. UA: 2010, mittenDrin-Festival in der Eisenacher Innenstadt. Dauer des Stücks: 90 Minuten
- Klangballon Landschaftskollektivkomposition für Streichquartett, 3 Trompeten, 1 Posaune, 1 Tuba, 1 Saxophon, Perkussion, Live-Elektronik, Computer und GPRS UA: 2010, mittenDrin-Festival, Umgebung von Eisenach. Dauer des Stücks: 60 Minuten
- Der Klingende Berg Landschaftskollektivkomposition für Streichquartett, 3 Trompeten, 1 Posaune, 1 Tuba, 1 Saxophon, Perkussion, Live-Elektronik, Klangrucksäcke, Streicherensemble, Gitarrenensemble, Akkordeonensemble, Bläserensemble, Effektgeräte UA: 2010, mittenDrin-Festival, Wartburgberg, Eisenach. Dauer des Stücks: 120 Minuten
- Klangexpedition Landschaftskollektivkomposition für Streichquartett, 3 Trompeten,1 Posaune, 1 Tuba, 1 Saxophon, Perkussion, Live-Elektronik, Klangfahrräder, Klangrucksäcke UA: 2010, mittenDrin-Festival, Eisenach und Umgebung. Dauer des Stücks: 120 Minuten
- 13/8 Kollektiv-Komposition gemeinsam mit Kirsten Reese, Urban Mäder, Helmut Lemke, Lukas Berchtold, Enrico Stolzenburg. UA: 13.–14. August 2010, Festival Rümlingen

2009
- 30/1 für Englisch Horn, Bass Flöte und Perkussion. UA: 2009, Berlin, Ultraschall-Festival. Dauer des Stücks: 15 Minuten
- Blick Richtung Süden. Landschaftskomposition für 9 Trompeten, 2 Posaunen, 1 Klarinette, Perkussion, Live-Elektronik, Brieftauben, Kanuten und Blasorchester. UA: 2009, Witten-Hohenstein, Festival für Neue Kammermusik Witten. Dauer des Stücks: 20 Minuten
- Paulinenbrücke. Musiktheater für 6 Darsteller und Orchester. UA: 2009, Stuttgart, Staatsoper. Dauer des Stücks: 75 Minuten

2007
- landschaft.29/7. Landschaftskomposition für 9 Trompeten, 2 Saxophone, 2 Hörner, 4 Posaunen, 1 Tuba, 1 Schlagzeug sowie 3 Blaskapellen. UA: 2007, Hitzacker. Dauer des Stücks: 90 Minuten
- 25/6. Musik für 2 Streichinstrumente & Fensterfront. UA: 2007, Berlin. Dauer des Stücks: 60 Minuten
- hohles schleifen, helles aufschmettern. Klangpartikel für 1 mobilen Schlagzeuger in 3 Teilen. UA: 2006, Akademie der Künste Berlin im Rahmen der Döblin-Nacht. Dauer des Stücks: 60 Minuten

2006
- 21/22/10. Flanierkonzert für Alt-Saxophon, Sheng, E-Bass, 2 Akkordeon, 2 Trompeten, Bass-Klarinette, E-Gitarre, Streichquartett und 2 Schlagzeuger. UA: Hamburger Bahnhof – Museum für Gegenwart im Rahmen des Walter-Benjamin-Festivals. Dauer des Stücks: 120 Minuten
- hafenbecken I + II. Musik für 68 Instrumente im Hafen Basel. UA: Basel 2006 mit der Basel Sinfonietta. Länge des Stücks: 180 Minuten

2005
- klangspur 17/12 Musik im Freien für Stimme, 2 Trompeten, 3 Saxophone, 2 Posaunen, 2 Tuben, 4 Akkordeons, Hackbrett, Kontrabass, E-Gitarre & 16 Schlagzeuger - & Blaskapellen, Akkordeonorchester, Spielmannszüge & Pater Noster, Brückengeländer, Holzgerüst und Glockentürme. Uraufführung (UA): Görlitz-Neisse-Zgorzelec 2005. Länge des Stücks: 180 Minuten.

2004
- abréviations für 2 Stimmen (Mezzosoprane). Szenische Kammermusik. UA: Basel Gare Du Nord 2004. Länge des Stücks: 30 Minuten.
- Beschleunigung. lokhalle.9/04. Raum-Komposition für die Lokhalle Göttingen. Für Stimme (Sopran), 2 Saxophone (1 Sopran, 1 Alt), Bassklarinette, 2 Trompeten, Posaune, Akkordeon, E-Bass, 2 Violinen, 2 Violen, 2 Violoncelli, 2 Kontrabässe & 6 Schlagzeuger (23) Instrumente. UA: Göttingen Lokhalle. Länge des Stücks: 60 Minuten.
- ambaraba für 8-stg. Kinderchor (4 Soprane, 4 Alt) 4 Akkordeons & 2 Schlagzeuger. UA: Biel 2004. Länge des Stücks: 45 Minuten.
- 26/5 - 2/4 Raum-Komposition für 4 Harfen, 6 Schlagzeuger, 2 Akkordeons, 2 Kontrabässe, 2 Saxophone (1 Alt, 1 Tenor), 1 Trompete, 1 E-Gitarre, 1 E-Bass. UA: Luzern Verkehrshaus. Länge des Stücks: 60 Minuten.

2003
- stromwärts.rauschen / fall Musik im Freien für Trompete, Tuba, 2 Violinen, zwei Kontrabässe. UA: Rümlingen. Länge des Stücks: 120 Minuten.
- skilift / klang Musik im Freien für Trompete, Blaskapelle, Skiliftmasten und Glockengeläut. UA: Heiligkreuz / Entlebuch. Länge des Stücks 70 Minuten.
- schiefer / klang Musik im Freien für Volkstümliches Trio, Hebebühne und Geschichtenerzähler (Tenor). UA: Heiligkreuz / Entlebuch. Länge des Stücks 60 Minuten.

2002
- lasinen rautatieasema Klangaktion am Hafen für 10 Instrumente: Gesang, Trompete, Saxophon, Klarinette, 3 Akkordeon und 3 Schlagzeuger. Dauer des Stücks: 60 Minuten.
- Die klingende Villa Klangaktion für Dresden. für 2 Saxophone, Tuba, Sheng, Alphorn, Posaune, Trompete, 2 Akkordeon, Hackbrett, Kontrabass, Marimbaphon, Vibraphon. Dauer des Stücks: 60 Minuten.
- 2/06 Klangaktion für Drochtersen-Hüll für 14 Instrumente, für Stimme, Saxophon, Trompete, Posaune, Bassklarinette, 2 Akkordeon, 3 Gitarren, 4 Schlagzeuge, Kastagnetten. UA: Drochtersen-Hüll 2002. Dauer des Stücks: 90 Minuten.
- skizze 2/05 für Akkordeon solo. Dauer des Stücks: 5 Minuten.

2001
- 18/11 Raumkomposition für 23 Blasinstrumente: 2 Klarinetten (auch Bass- und Es-Klarinette), Saxophon, Trompete, Tuba, Posaune, 2 Akkordeons, 3 E-Gitarren, 2 Harfen, 2 Hackbretter, 2 Violinen, 2 Violoncelli, 2 Kontrabässe und 2 Schlagzeuger. Kompositionsauftrag des Europäischen Musikmonats Basel für das Ensemble Modern. UA: Basel. Dauer des Stücks: 20 Minuten.
- 7/8/9 Raumkomposition zum 10-jährigen Bestehen des Museums für Moderne Kunst Frankfurt, für 13 Musiker. UA: Frankfurt a. M. Dauer des Stücks: variabel.
- 26/5 Raummusik für die Flughalle im Verkehrshaus Luzern für 5 Harfen und 8 Schlagzeuger. UA: Luzern. Dauer des Stücks: 30 Minuten.

2000
- klangkörperklang. Musik für 6 Akkordeons, 6 Hackbretter und 3 improvisierende Musiker. Davon einzeln aufführbar: Klänge A.-P., 16/9, 22/3, 19/12, 29/1. Musik im Klangkörper Schweiz von Peter Zumthor auf der EXPO 2000, wurde während 153 Tagen jeweils 12 Stunden täglich aufgeführt. UA: Hannover. Dauer des Stücks: variabel.
- ojota IV Musiktheater über SCHRITTE | SCHUHE | WEGE für 7 Soprane, 2 Schauspieler, Hackbrett, Posaune, Akkordeon, Gitarre/Klarinette und Schlagzeug. Passage aus GEHEN von Thomas Bernhard. UA: Theater Bielefeld. Dauer des Stücks: 120 Minuten.

1999
- finger weg Konzept für Kindergruppe (8–12 Spieler) über Kinderverse/Abzählreime. UA: Berlin. Dauer des Stücks: 10 Minuten.
- ojota III Szenische Komposition für Mezzosopran, Hackbrett, Es-Klarinette/Gitarre, Posaune und Schlagzeug. UA: Donaueschingen. Dauer des Stücks: 30 Minuten.
- 22/3 Raumkomposition für 2 Saxophone, 3 Gitarren, 2 Kontrabässe und 4 Schlagzeuger. UA: Lübeck. Dauer des Stücks: 15 Minuten.
- sto sta boi Fassung für 1 Akkordeon + Fassung für 2 Akkordeons. Dauer des Stücks: 7 Minuten.

1998
- ojota II Für das Ensemble musica temporale szenische Komposition für Sopran, Es-Klarinette, Trompete, Posaune, Viola, Violoncello und Schlagzeug. 22/3. ojota la, sto sta boi, jammermusik, ojota Ib, 5/9, ojota II. UA: Dresden. Dauer des Stücks: 20 Minuten.
- zwischen Für das Ensemble zwischentöne für 9 Darsteller (Bandoneon, Schlagzeug, Vibraphon, Stimmen und diverse Objekte). UA: Berlin. Dauer des Stücks: 12 Minuten.